# Ipecacuana
La ipecacuana (Carapichea ipecacuanha) pertany a la família de les rubiàcies, és típica de la selva tropical del Brasil i Bolívia, però actualment es cultiva en la zona oriental de l'Índia pels principis actius de les arrels quan la planta floreix. El terme ipecacuanha deriva de pecaogoene de la llengua índia tupi que vol dir planta vomitiva. La planta s'utilitzava abans del descobriment d'Amèrica amb acció antidisentèrica, expectorant i antihemorroidal. També rep el nom de ipeca, ipecacuana o anellada menor.

## Morfologia
La ipecacuana és una planta herbàcia petita, d'uns 40 cm d'alçada, amb una arrel perenne i axonomorfa de 10 cm de llarg, que descendeix obliquament fins al sòl, pot tenir nusos, ser simple o dividida en poques branques, de color marró-groguenc quan és fresca i molt més fosca quan és dessecada. La tija,grisa per la base i verda per la part superior, mesura 60-80 cm d'alçada. Les fulles són escasses, no s'observen més de 6, tenen forma oblongo-ovalades, el·líptiques, agudes i velloses d'uns 8-10 cm de llarg i 4 d'amplada; les superiors són oposades i les de la base alternes. La planta presenta pecíols curts que s'orienten cap al sòl. Les flors estan agrupades en pseudocapítols hemisfèrics d'1 a 2 cm de diàmetre, són petites, amb la corol·la blanca i tenen forma d'embut. El fruit és una càpsula de forma ovalada de la mida d'una mongeta, de color púrpura al principi i violat fosc posteriorment; conté dues cel·les a l'interior i diverses llavors.

## Farmacologia
La ipecacuana és emprada com a fluidificador de les secrecions (expectorant), sudorífic i, amb menor freqüència, com a vomitiu (emètic); aquests efectes depenen essencialment de la dosis utilitzada.
- Expectorant: a dosis baixes estimula la secreció bronquial degut a un lleu efecte irritant sobre les mucoses. Aquest efecte ve acompanyat per la hipersecreció mucosa, tant bronquial, com salivar, intestinal o sudoral.
- Emètic: els alcaloides responsables de la seva activitat vomitiva són essencialment emetina i cefelina; aquest efecte sembla tenir el seu origen en el centre del vòmit cerebral, precedit de nàusees, per aquesta raó no s'usa la ipecacuana en casos d'urgència vital.
- Acció antiamebiana i antibiòtica: l'emetina és un potent amebicida i bacteriostàtic
- Acció antihelmíntica: degut a la conjunció de l'activitat vomitiva i antibiotic-parasiticida la ipecacuana s'ha utilitzat en el tractament de paràsits intestinals com anquilostomes, tricocèfals i, inclòs, echinococcus.

Aquesta planta pot ocasionar un cert grau de toxicitat produint dolors còlics intestinals, diarrea sanguinolenta i pot arribar a produir coma i mort per col·lapse cardiorespiratori. L'emetina també pot ser tòxica per l'home induint arrítmies, hipotensió arterial i debilitat muscular. L'eliminació urinària de la molècula és lenta (60 dies).
Preparacions d'arrel d'ipecacuana:
- Pols: com expectorant són 10-100 mg per dosis i tres vegades al dia, per aconseguir una acció emètica 0.5-1 g cada 15 minuts sense sobrepassar els 2 g.
- Extracte fluid: 1-5 gotes com expectorant, com a emètic de 50-100 gotes.
- Extracte tou hidroalcohòlic: 3-20 mg com expectorant, 200-700 mg com a emètic.
- Tintura: 0.2-1 g com expectorant, 5-15 g emètic.
- Xarop expectorant: 2 g d'extracte fluid d'ipecacuana, 10 g d'extracte fluid de sen, 3 g d'extracte fluid de farigola, 13 g d'extracte fluid de rosella, 1 g d'extracte fluid de taronger amarg i 260 g de xarop simple. Es pren a cullerades.

## Observacions
Respecte al cultiu d'ipecacuana es pot multiplicar per dues vies: Per llavors o pels òrgans vegetatius.
- Les llavors es recol·lecten de la vegetació silvestre, prèviament seran rentades i assecades per ser sembrades durant la tardor en vivers. No és convenient guardar molt temps aquestes llavors perquè perden poder germinatiu. El temps entre sembra-germinació-floració és d'uns 3-4 mesos.
- Els òrgans vegetatius emprats són talls de les arrels o rizomes. Es col·loquen en planters ben protegits a l'ombra i on el terra ha estat remogut fins a una profunditat de 20 cm aproximadament. Es deixen aquests talls als planters i es reguen totes les vegades necessàries fins que comencin a desenvolupar-se les fulles i les arrels al cap de 3 a 6 mesos.

La valoració és clàssica: extracció dels alcaloides (èter etílic) posterior a l'alcalinització (hidròxid d'amoni), evaporació del dissolvent, redissolució del residu en excés d'àcid clorhídric titulat i valoració de l'excés amb una dissolució d'hidròxid sòdic titulat. La droga deu contenir com a mínim 2% d'alcaloides expressats en emetina.